# Trans-Love Energies
Trans-Love Energies è il quinto album in studio del gruppo musicale britannico Death in Vegas, pubblicato nel 2011.

## Tracce
1. Silver Time Machine – 5:09
2. Black Hole – 4:54
3. Your Loft My Acid – 7:31
4. Medication – 5:06
5. Coum – 4:41
6. Witchdance – 4:42
7. Scissors – 4:50
8. Drone Reich – 4:26
9. Lightning Bolt – 5:57
10. Savage Love – 6:58